# Advanced Format

Ефективність різних форматів розмітки секторів жорстких дисків: зверху-розмітка з традиційними 512-байтними секторами вимагає більшої кількості службових міток і ECC-даних, знизу-Advanced Format, технологія 4k (сектори розміром 4 кібібайта) дозволяє зменшити місце, необхідне для службових міток; ECC-дані можуть зберігатися в кінці сектора або розподілено — «distributed ECC».

Advanced Format (розширений формат) — формат розмітки області зберігання даних на жорстких дисках нового покоління, виконаних за технологією 4K (використання фізичних секторів розміром 4 кібібайт замість традиційних 512 байтів), розроблений IDEMA Long Data Sector Committee.
Дана розмітка вимагає вирівнювання дискових розділів по зсувах, кратним 4-КіБ блоку, це реалізовано в більшості операційних систем, випущених після 2010 року і в форматі таблиці розділів GPT.

## Опис
Перехід на новий формат дозволив виробнику ширше використовувати у виробництві жорстких дисків нанотехнології (зменшення ширини доріжки до 70-80 нм), знизити собівартість виробництва і, як наслідок, ціну кінцевого продукту для споживача, значно підвищити корисний обсяг області зберігання даних диска, поліпшити його функціональні якості (знизити час читання/запису і доступу, знизити гучність, нагрівання, знос механіки диска).
Використання розбивки жорстких дисків на 512-байтні сектори — спадщина перших поколінь жорстких дисків, яке в сучасних умовах практично себе зжило. У сучасних комп'ютерах кластери, рівні одному-двом секторам (512-1024 байт), використовуються вкрай рідко (наприклад, для файлової системи NTFS у Microsoft Windows XP рекомендований розмір кластера, тобто розмір за замовчуванням, дорівнює 4 КіБ, тому в таких малих фізичних секторах вже давно немає практичної необхідності, в той час, як вони були істотним стримуючим фактором для виробника, що перешкоджає впровадженню прогресивних технологій ущільнення запису.
У колишньому форматі для коду корекції помилок (ECC) використовувалося поле довжиною 50 байтів, що забезпечувало ефективність форматування (відношення доступного користувачеві обсягу накопичувача до його фактичного обсягу) 87 %. У Advanced Format довжина поля корекції помилок становить 100 байтів (на 4096 байтів даних). В результаті ефективність форматування вдалося підвищити до 96 %, а обсяг доступного користувачеві дискового простору збільшується на 7-11 %.

## Сумісність
Для сумісності з існуючими операційними системами (Windows XP і нижче) перші модифікації дисків з Advanced Format (AF) використовували 512-байтні сектори для взаємодії по шинах даних (SATA, SAS). Використання фізичних секторів розміром 4 кібібайти декларується в даних ідентифікації диска, звідки цю інформацію можуть отримувати драйвери. IDEMA передбачала перехід на використання 4-кібібайтних блоків на шинах даних, але станом на лютий 2012 року немає масового виробництва таких дисків.
Advanced Format підтримується Windows Vista і пізнішими версіями Windows, а також сучасними дистрибутивами Linux з ядром версії від 2.6.31, особливо повно з версії 2.6.34, і Mac OS X. Підтримка Advanced Format полягає в оптимізації доступу 4-кібібайтними блоками на правильних кордонах і розбитті диска на кордонах не менше 4 КіБ (Windows Vista, сучасний Linux — не менше 1 МіБ).

### Вирівнювання розділів в застарілих ОС
При використанні накопичувача з технологією Advanced Format в операційній системі Windows XP і більш ранніх відбувається різке зниження швидкодії (швидкості читання і запису складають кілька мебібайт в секунду) внаслідок невідповідності (зсуву) програмних кластерів і фізичних секторів на диску, в результаті якого один кластер перекриває два сектори, що призводить до подвоєння числа операцій читань/запису і, в підсумку, не тільки до уповільнення роботи, але і до підвищеного зносу жорсткого диска. Це викликано тим, що перший розділ диска типово починається з сектора 63, тобто не кратного 8. Для вирішення цієї проблеми компанія Western Digital випустила спеціальну утиліту "WD Align System Utility», яка зсуває вміст диска на 1 сектор. Альтернативно, технологія Seagate SmartAlign, вбудована в диски Seagate, дозволяє використовувати Advanced Format без застосування спеціального програмного забезпечення. Western Digital також дозволяє змінювати фізичне зміщення блоків перемикачем на диску, проте в деяких реалізаціях це має проблеми з корекцією кількості доступних блоків.
Існують також спеціальні утиліти сторонніх виробників, наприклад, Paragon Alignment Tool, які дозволяють вирівнювати розділи дисків і підвищувати їх продуктивність.
| 0                 | 1                 | 2                 | 3                 | 4                 | 5                 | 6                 | 7                 | 8                 | 9                 | 10                | 11                | 12                | 13                | 14                | 15                |
| Фізичний сектор 1 | Фізичний сектор 1 | Фізичний сектор 1 | Фізичний сектор 1 | Фізичний сектор 1 | Фізичний сектор 1 | Фізичний сектор 1 | Фізичний сектор 1 | Фізичний сектор 2 | Фізичний сектор 2 | Фізичний сектор 2 | Фізичний сектор 2 | Фізичний сектор 2 | Фізичний сектор 2 | Фізичний сектор 2 | Фізичний сектор 2 |